# قاسم يزبك
قاسم يزبك بالإنكليزية؛ Kassem Yazbek : بطل العالم حاصل على لقب سيد الكون وصاحب اجمل معدة في العالم في رياضة كمال الأجسام ، ومن مؤسسي رياضه كمال الاجسام في سوريا والإمارات ، من مواليد دمشق عام 1940 ، حي القيميرية.

## انجازاته
حقق البطولات العالمية التالية:
عام 1965 المركز الثالث في بطولة:
World-Universe - FICH, Short
عام 1969 المركز الأول في بطولة:
World-Universe - FICH, Short
عام 1970 المركز الأول في بطولة:
Universe - Pro - NABBA, Short
عام 1971 المركز الثالث في بطولة:
Universe - IFBB, Short
عام 1971 المركز الثاني في بطولة:
Universe - Pro - NABBA, Short
عام 1974 المركز الثاني في بطولة:
Universe - Pro - NABBA, Short
عام 1974 المركز الأول في بطولة:
Mediterranean Amateur Championships